# Adrian Schleich

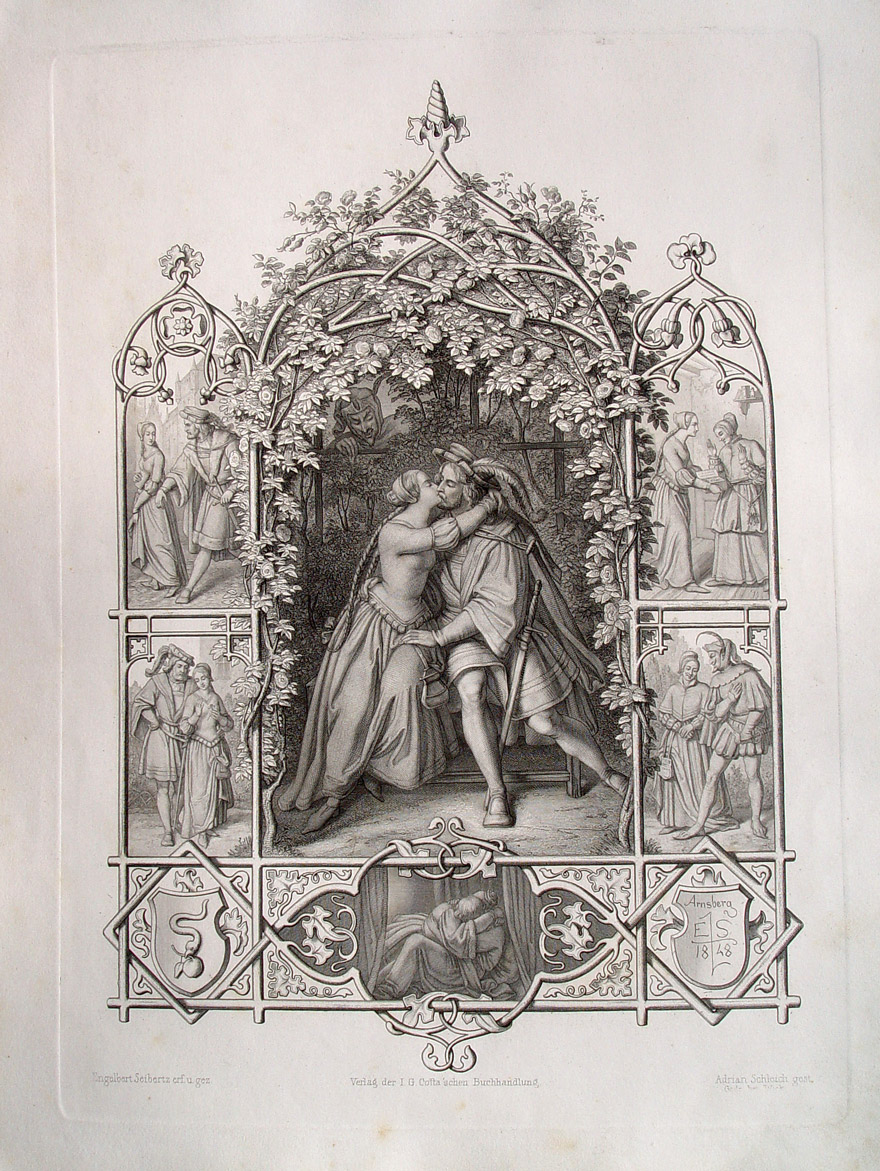
Faust (nach Engelbert Seibertz)

Adrian Schleich (* 7. Dezember 1812 in München; † 28. September 1894 ebenda) war ein deutscher Kupfer- und Stahlstecher.

## Leben
Er war Sohn des Kupferstechers und Inspektors des topographischen Bureau Johann Karl Schleich (1759–1842) und Vater des Landschaftsmalers Robert Schleich (1845–1934).
Adrian Schleich studierte seit dem 8. November 1824 an der Königlichen Akademie der Künste in München bei  Samuel Amsler.
Schleich schuf Kupfer- und Stahlstiche nach den Vorlagen von Wilhelm von Kaulbach, Engelbert Seibertz und anderen Künstlern, kopierte auch Bilder von Raffael.
Er arbeitete auch für den geographischen Verlag des Bibliographischen Instituts in Hildburghausen.